# تروا دوناهو
تروا دوناهو (انگلیسی: Troy Donahue؛ ۲۷ ژانویهٔ ۱۹۳۶ – ۲ سپتامبر ۲۰۰۱ (۶۵ سال)) یک هنرپیشه، بازیگر سینما، و خواننده اهل ایالات متحده آمریکا بود. وی بین سال‌های ۱۹۵۷ تا ۲۰۰۰ میلادی فعالیت می‌کرد.
از فیلم‌های معروف او می‌توان به بازی در فیلم گرندویو اشاره کرد.